# Sant Savornin d'Ate
Sant Savornin d'Ate (en francès Saint-Saturnin-lès-Apt) és un municipi francès situat al departament de la Valclusa i a la regió de Provença – Alps – Costa Blava.

## LLocs d'interés
- Capella del Calvari

## Demografia
| 1962                                       | 1968  | 1975  | 1982  | 1990  | 1999  | 2006  | 2012  |
| ------------------------------------------ | ----- | ----- | ----- | ----- | ----- | ----- | ----- |
| 1.090                                      | 1.212 | 1.430 | 1.741 | 2.144 | 2.341 | 2.587 | 2.726 |
| Des de 1962: població sense dobles comptes |       |       |       |       |       |       |       |

## Administració
| Període   | Identitat        | Partit        |
| --------- | ---------------- | ------------- |
| 2001-2008 | Jacques Boni     | PS            |
| 2008-     | Christian Bellot | Divers gauche |